# Disney's Beach Club Resort
Disney's Beach Club Resort is een Walt Disney World Resort met als thema strand nabij de Disney's Hollywood Studios in de Amerikaanse staat Florida.
Disney's Beach Club Resort is een hotel in het Walt Disney World Resort in Lake Buena Vista, Florida, dat wordt beheerd door The Walt Disney Company. Het resort heet samen met Disney's Beach Club Villas en Disney's Yacht Club Resort Disney's Yacht and Beach Club Resorts. De opening van Disney's Beach Club Resort was op 19 november 1990, 14 dagen na Disney's Yacht Club Resort. Disney's Beach Club Resort is een "Deluxe" Resort, dit wil zeggen dat het tot de duurste prijsklasse behoort binnen Walt Disney World Resort.
Disney's Beach Club Resort is gethematiseerd naar het New England aan het eind van de 19e eeuw, wier stijl naar voren komt door middel van de typische maritieme pastelkleuren en het gebruik van hout en krullerige, sierlijke patronen hierin.

## Eetgelegenheden

### Yachtsmen Steakhouse
Athentiek steakhouse. Dit restaurant is op Disney's Yacht Club Resort.

### Crew's Cup Lounge
Lounge waar gerechten van de Yachtmen Steakhouse worden geserveerd. Dit restaurant is op Disney's Yacht Club Resort.

### Captains Grill
Amerikaans ontbijtbuffet, en à la carte voor lunch en diner. Dit restaurant is op Disney's Yacht Club Resort

### Ale & Compas
Een Continentaal ontbijtbuffet voor de early birds, gedurende de avond een kleine lounge/bar Disney's Yacht Club Resort

### Cape May Cafe
Ontbijtbuffet met de Disney figuren. Zeevruchten buffet tijdens diner. Dit restaurant is op Disney's Beach Club Resort.

### Martha's Vineyard
Lounge/bar met fingerfood is op Disney's Beach Club Resort.

### Beaches & Cream Soda Shop
Serveert hotdogs, pizza's en ijs, vooral de welbekende Kitchen Sink. Dit restaurant is op Disney's Beach Club Resort.

### Marketplace
Hier vind je een kleine supermarkt, serveert wafels end sandwiches voor ontbijt en pizza en sandwiches voor donner. Dit restaurant is op Disney's Beach Club Resort